# Исмаилов, Есмагамбет Самуратович
Есмагамбет Самуратович Исмаилов (каз. Есмағамбет Самұратұлы Ысмайылов; 2 (15) октября 1911, Кокчетавский уезд, Акмолинская область, Российская империя — 29 сентября 1966, Алма-Ата, КазССР, СССР) — советский учёный, литературовед, доктор филологических наук (1957), член-корреспондент Академии наук КазССР (1958). Заслуженный деятель науки Казахской ССР (1961).

## Биография
Родился на территории Кокчетавского уезда Акмолинской области Российской империи (ныне — район Биржан сал Акмолинской области Казахстана). Происходит из рода атыгай племени аргын.
В 1934 году окончил Казахский педагогический институт.
В 1934—1938 годах — ответственный секретарь журнала «Коммунист Казахстана».
В 1936—1946 годах — доцент, профессор Казахского института журналистики, Казахского женского педагогического института, Казахского государственного университета.
В 1946—1966 годах — научный сотрудник, директор, заведующий отделом в Институте языка и литературы АН Казахстана (ныне Институт литературы и искусства им. М. Ауэзова). Награждён орденом «Знак Почёта».
Скончался 29 сентября 1966 года, похоронен на Центральном кладбище Алматы.

## Научная деятельность
Основные научные труды по истории казахской литературы. Автор научных работ: «Вопросы теории литературы» (1940), «Казахская литература начала XX века» (1941), «К новому рубежу» (1962). Под редакцией Исмаилова выпущены книги по фольклору и казахской письменной литературе.